# Per Pedersen
 For alternative betydninger, se Per Pedersen (cykelrytter).
Per Werner Pedersen (født 30. marts 1969) er en dansk tidligere fodboldlandsholdsspiller, der i perioden 1991-1997 nåede seks landskampe med to scoringer.
Han fik sit gennembrud for Odense Boldklub, hvor han spillede fra 1995 til 1997. Han fik allerede sin debut på landsholdet med to kampe i 1991, men herefter måtte han vente indtil den 9. november 1996, før han igen kunne trække i rødt og hvidt. I kampen i Parken den 9. november mødte landsholdet Frankrig i en venskabskamp. Per Pedersen stod for det enlige mål i 1-0-sejren. Han var herefter med i tre VM-kvalifikations kampe, men spillede sin sidste landskamp den 8. juni 1997 mod Bosnien-Hercegovina.
I januar 1997 drog han med Ligalandsholdet på et træningsophold i USA, hvorunder han i en venskabskamp 22/1 i Los Angeles mod et udvalgt amerikansk landshold, præsterede at score samtlige danske mål i en 4-1 sejr, hvilket var stærkt medvirkende til at han umiddelbart herefter kunne opnå en lukrativ kontrakt med Blackburn Rovers fra den engelske Premier League. 
Fra 1997 til 1999 spillede Per Pedersen i Blackburn Rovers. Da han skiftede til Blackburn for omkring 25 millioner danske kroner var det den hidtil største handel mellem en dansk og en udenlandsk klub. Han slog dog aldrig igennem i England og vendte i 1999 tilbage til OB, der var på vej tilbage i Superligaen efter en sæson i 1. division.

## Privat
Per Pedersen var tidligere gift med håndboldspiller Anja Byrial Hansen, og har fem børn fra tidligere forhold. [kilde mangler]